# Whitney Ashley
Whitney Jordan Ashley (* 18. Februar 1989 in Riverside, Kalifornien) ist eine ehemalige US-amerikanische Leichtathletin, die sich auf den Diskuswurf spezialisiert hat.

## Sportliche Laufbahn
Whitney Ashley wuchs in Kalifornien auf und studierte an der San Diego State University. 2012 wurde sie NCAA-Collegemeisterin im Diskuswurf und im Jahr darauf schied sie bei den Weltmeisterschaften in Moskau mit einer Weite von 44,60 m in der Qualifikationsrunde aus. 2015 gelangte sie bei den Weltmeisterschaften in Peking mit 61,05 m im Finale auf den neunten Platz und im Jahr darauf brachte sie bei den Olympischen Sommerspielen in Rio de Janeiro in der Vorrunde keinen gültigen Versuch zustande. 2017 schied sie bei den Weltmeisterschaften in London mit 60,94 m in der Qualifikationsrunde aus und 2019 belegte sie bei den Panamerikanischen Spielen in Lima mit 60,27 m den vierten Platz. 2021 beendete sie dann ihre aktive sportliche Karriere im Alter von 32 Jahren.
2016 wurde Ashley US-amerikanische Meisterin im Diskuswurf.